# Paramontus hamatus
Paramontus hamatus är en plattmaskart som först beskrevs av Jensen 1878, och fick sitt nu gällande namn av Meixner 1938. Paramontus hamatus ingår i släktet Paramontus och familjen Monocelididae. Inga underarter finns listade i Catalogue of Life.